# Parque del Mirador
El parque del Mirador  (parque do Miradoiro en gallego) es un parque público situado en el barrio de Monte Porreiro de la ciudad española de Pontevedra. 

## Ubicación
El parque se encuentra en el extremo oeste del barrio pontevedrés de Monte Porreiro. Está bordeado por las calles de Dinamarca y de Francia y se halla muy próximo al Centro Asociado de la UNED en la provincia de Pontevedra.

## Historia
El actual parque  del Mirador fue concebido a inicios del siglo XX como parte de un jardín privado para el indiano retornado de Argentina Casimiro Gómez Cobas, que compró en 1900 la antigua Tenencia de San Antonio Abad de grandes dimensiones salida a subasta pública a finales del siglo XIX, y que rebautizó la finca como Villa Buenos Aires, en honor a su estancia en la capital argentina, donde había labrado una gran fortuna.
Casimiro Gómez encargó al paisajista portugués Jacinto de Matos, uno de los más importantes jardineros-paisajistas de Portugal en la primera mitad del siglo XX, el diseño de un jardín en el oeste de su gran finca Villa Buenos Aires. Jacinto de Matos, propietario de un vivero en Oporto, se dedicaba a diseñar jardines, entre los cuales realizó varios en el sur de Galicia. El paisajista portugués diseñó diversos jardines geométricos, laberintos e invernaderos en las proximidades de la vivienda de Casimiro Gómez, una mansión de estilo suizo. Estos jardines incluían en su parte oeste el actual parque del Mirador, que formó parte de los mismos, con una avenida central flanqueada por dos hileras de árboles. En 1908 el parque se hallaba ya acondicionado y al final del paseo central del mismo se encontraba ya instalado un pequeño templete de forma circular de hierro forjado y estilo victoriano, rodeado de estatuas de porte clásico y coronado por una cúpula al que se accedía por seis escalones de piedra y que fue concebido como mirador en un promontorio hacia el paisaje circundante y el río Lérez.

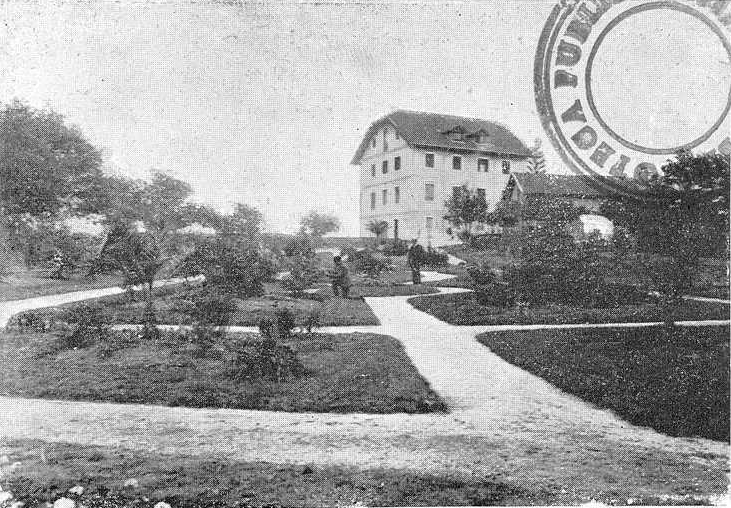
Mansión de estilo suizo en 1909 en la Villa Buenos Aires rodeada de jardines.

Después de la Primera Guerra Mundial Casimiro Gómez orientó la actividad de la Villa Buenos Aires hacia una granja experimental a la que llamó Granja Monte Porreiro y que actuó también como vivero de semillas seleccionadas de pinos y eucaliptos. A los lados de la avenida central del parque diseñado por Jacinto de Matos se plantaron dos hileras dobles de eucaliptos exóticos de gran porte, que fueron traídos del vivero forestal de Areas en el municipio pontevedrés de Tuy, puesto en marcha  en 1906 por el ingeniero de montes Rafael Areses Vidal. Décadas después, con la desaparición de la finca Villa Buenos Aires y el desarrollo urbanístico del barrio de Monte Porreiro en los años 1970 el mirador hacia el Lérez fue totalmente transformado sustituyendo la estructura metálica por otra construcción de piedra y hormigón y el parque se convirtió en un espacio público.
A finales del año 2000 el mirador fue restaurado por los alumnos de la escuela-taller de Monte Porreiro y se crearon tres áreas de descanso con bancos de piedra y senderos para unir el mirador y la calle Dinamarca. Entre 2006 y 2007 el parque que rodea el mirador fue acondicionado por estos alumnos con la instalación de bancos, aceras, paneles informativos y papeleras y se creó un parque infantil y un minigolf. También se acondicionaron las áreas que rodean el paseo central con la creación de senderos, la integración de aparcamientos y la creación de un huerto con frutales.
En 2008 el mirador fue realzado como elemento singular por medio de una nueva iluminación ornamental. El mirador fue iluminado con una luz blanca y definida, favoreciendo la visión del conjunto desde diferentes puntos de la ciudad.
En 2010 se construyeron muros de piedra para la sujeción del terreno, se creó un nuevo sendero que recorre todo el espacio del parque, se plantaron arbustos, se acondicionó un circuito de bicicleta BMX y se habilitaron en la parte baja del parque pistas deportivas con canastas y porterías.

## Descripción
El parque, delimitado casi íntegramente por la calle Dinamarca en todo su perímetro y al este por la calle Francia, tiene una superficie de 60 000 m² y está configurado a partir de un paseo central que parte de la calle Francia como continuación de la calle Italia. En algunos puntos dispersos del parque y alrededor del paseo central se encuentran cien ejemplares de eucaliptos exóticos de gruesos troncos en la base y copas amplias y frondosas. Estos eucaliptos dispuestos a ambos lados de la avenida central correspondiente al diseño original del jardín, forman una doble alineación y entre ellos se hallan especies de eucalipto viminalis,  eucalipto rosado, eucalipto azul y eucalipto botryoides o bangalay. Destaca un ejemplar de eucalipto botryoides de más de 40 metros de altura, considerado el más alto de España en su especie. 

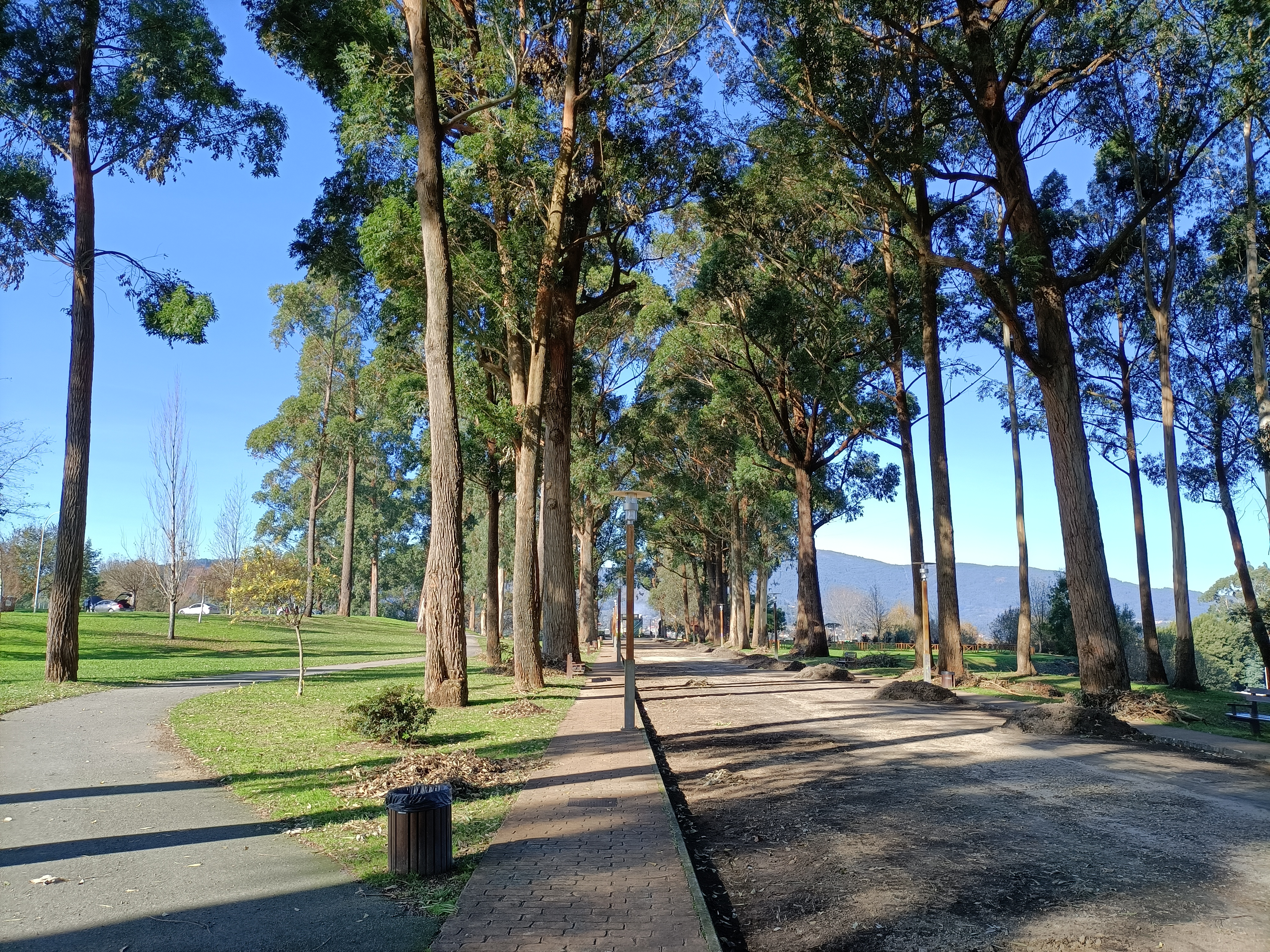
Paseo central del parque en 2023 con sus eucaliptos exóticos.

El paseo central del parque del Mirador está iluminado por una veintena de farolas que dan acceso al templete-mirador al final del paseo iluminado de modo ornamental y con buenas vistas sobre el tramo final del río Lérez. El mirador actual es una construcción octogonal que conserva escalones de piedra como los originales y tiene una terraza superior con balaustrada a la que se accede por una escalera exterior lateral derecha. En el lado noroeste del parque se encuentran un minigolf de 18 hoyos y un parque infantil.
En las inmediaciones del mirador se encuentra una pérgola de madera por la que trepa una glicinia, sustentada por seis columnas de granito, que cobija un espacio con cuatro bancos de piedra. Al lado de la calle Dinamarca, que rodea la parte baja del parque del mirador, se hallan dos pistas deportivas con canastas y porterías. En el parque están representadas especies vegetales exóticas del gusto de los indianos retornados como el cornejo florido, el ciclamor del Canadá, robles australianos, cerezos de flor o rododendros.
El parque constituye el espacio de encuentro vecinal por excelencia del barrio de Monte Porreiro y es muy frecuentado también por el resto de los pontevedreses.

## Cultura
En el parque del Mirador se celebra durante el mes de agosto el ciclo Urbana Monte Porreiro, con conciertos de artistas representativos de la música urbana.

## Galería de imágenes

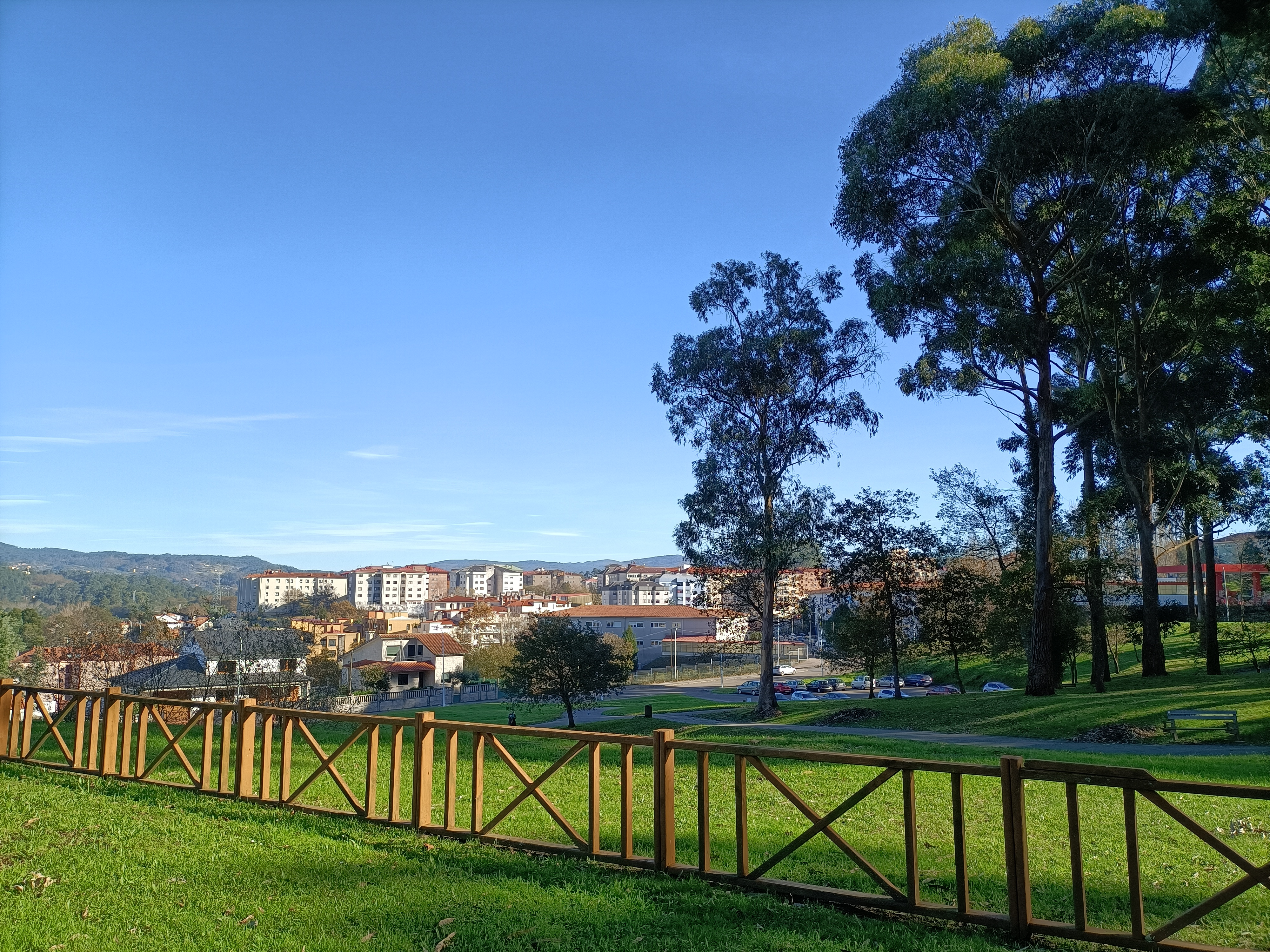
Eucaliptos dispersos en el noreste del parque
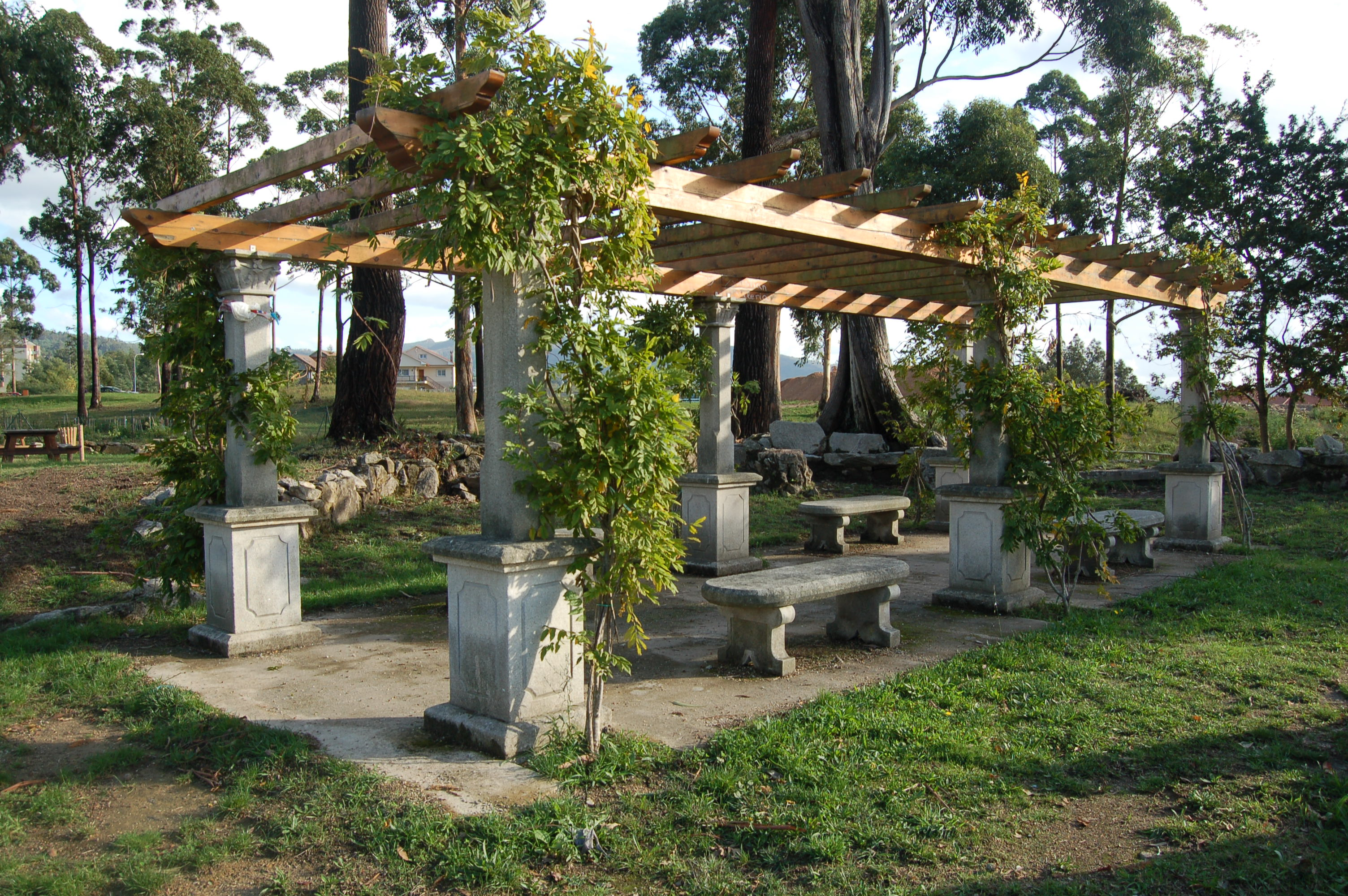
Pérgola y bancos
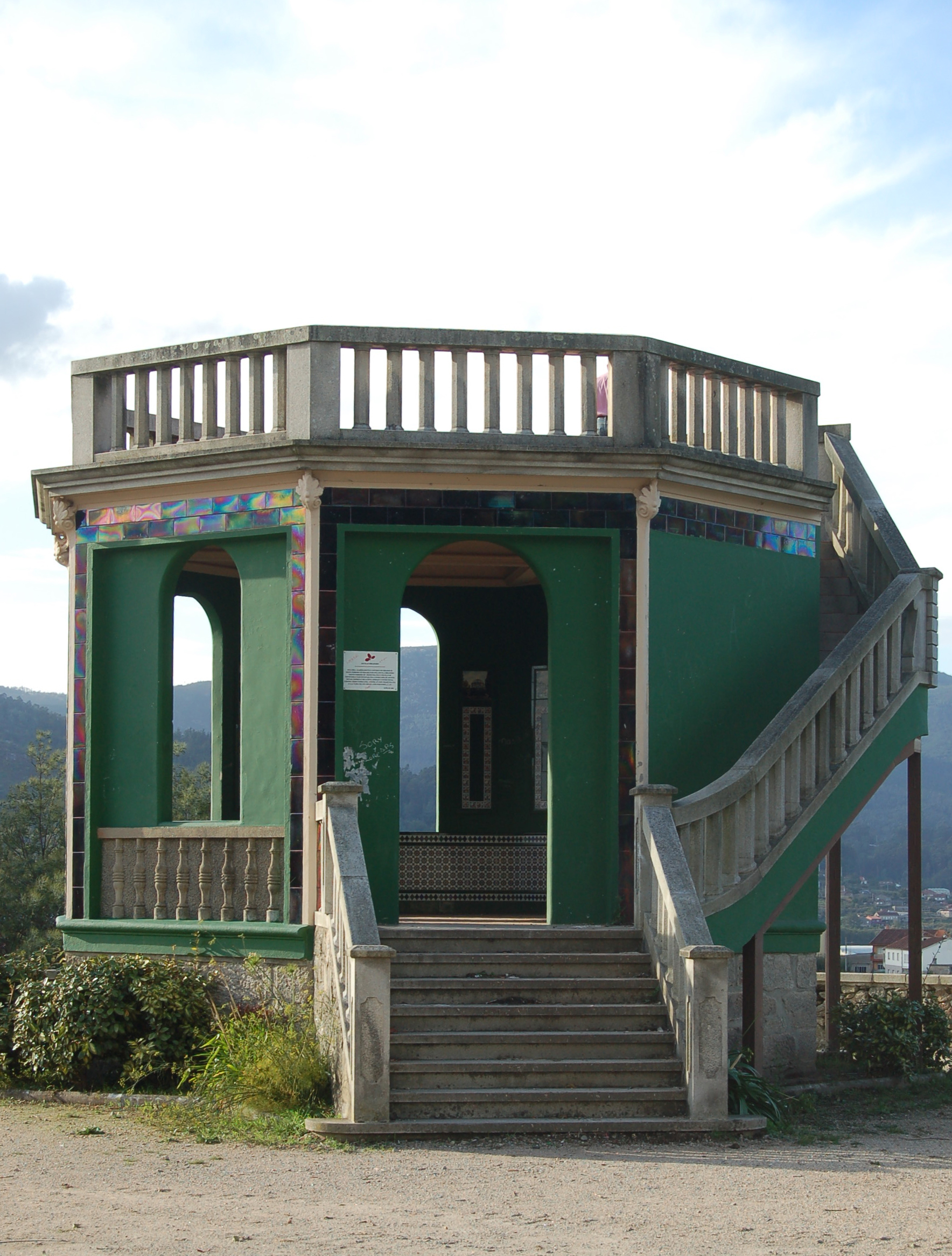
Mirador al final del paseo central
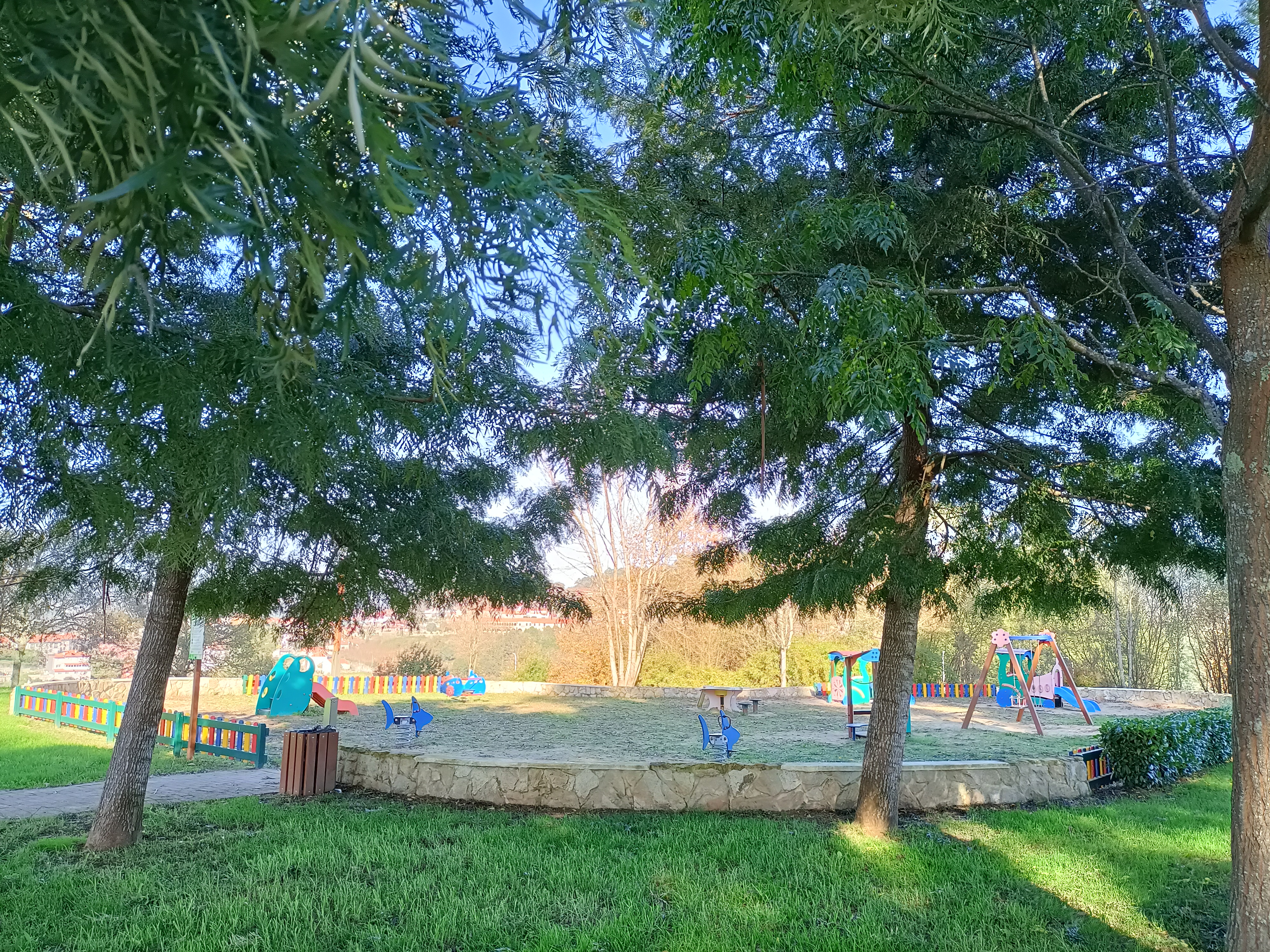
Parque infantil
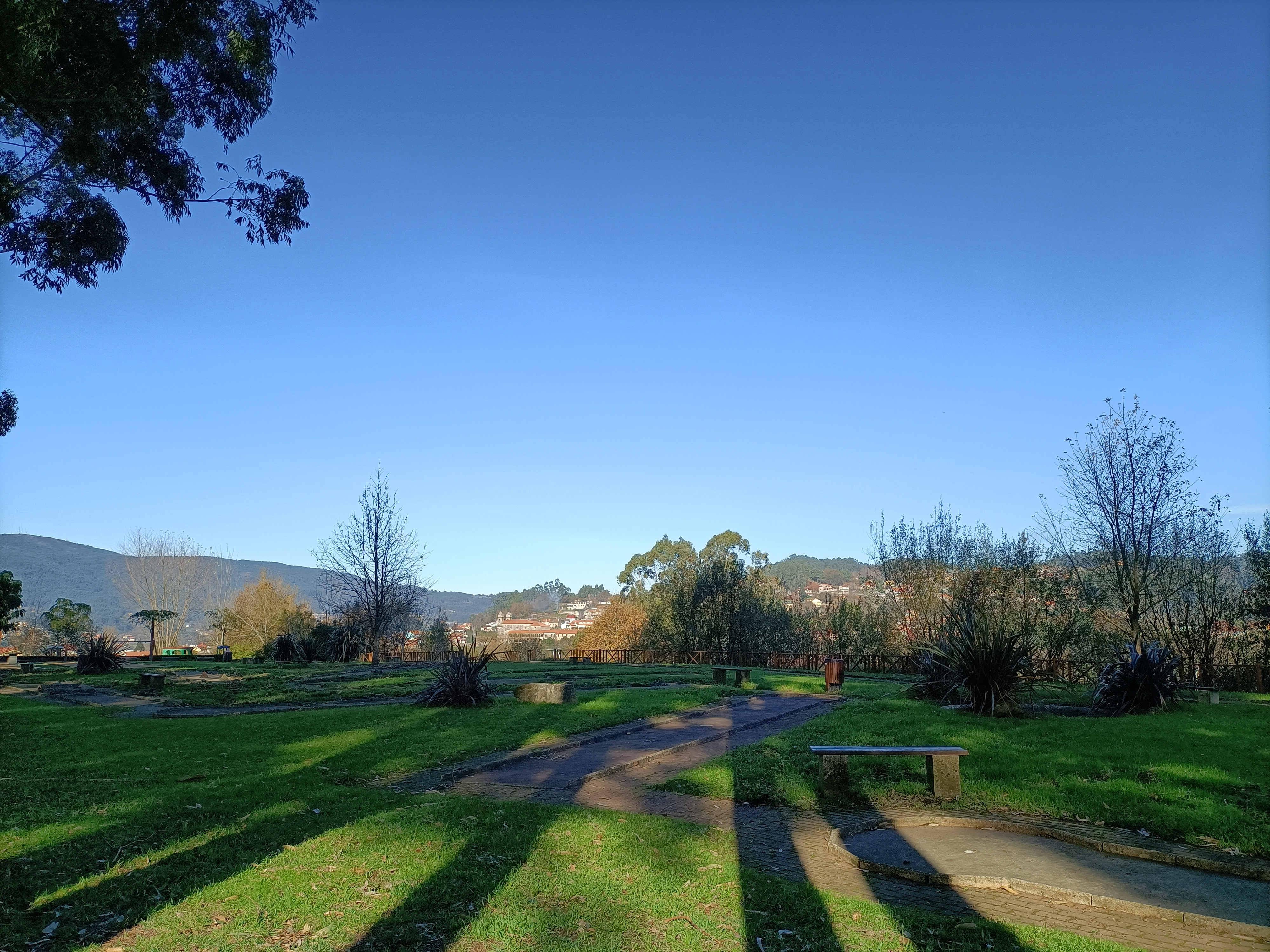
Minigolf
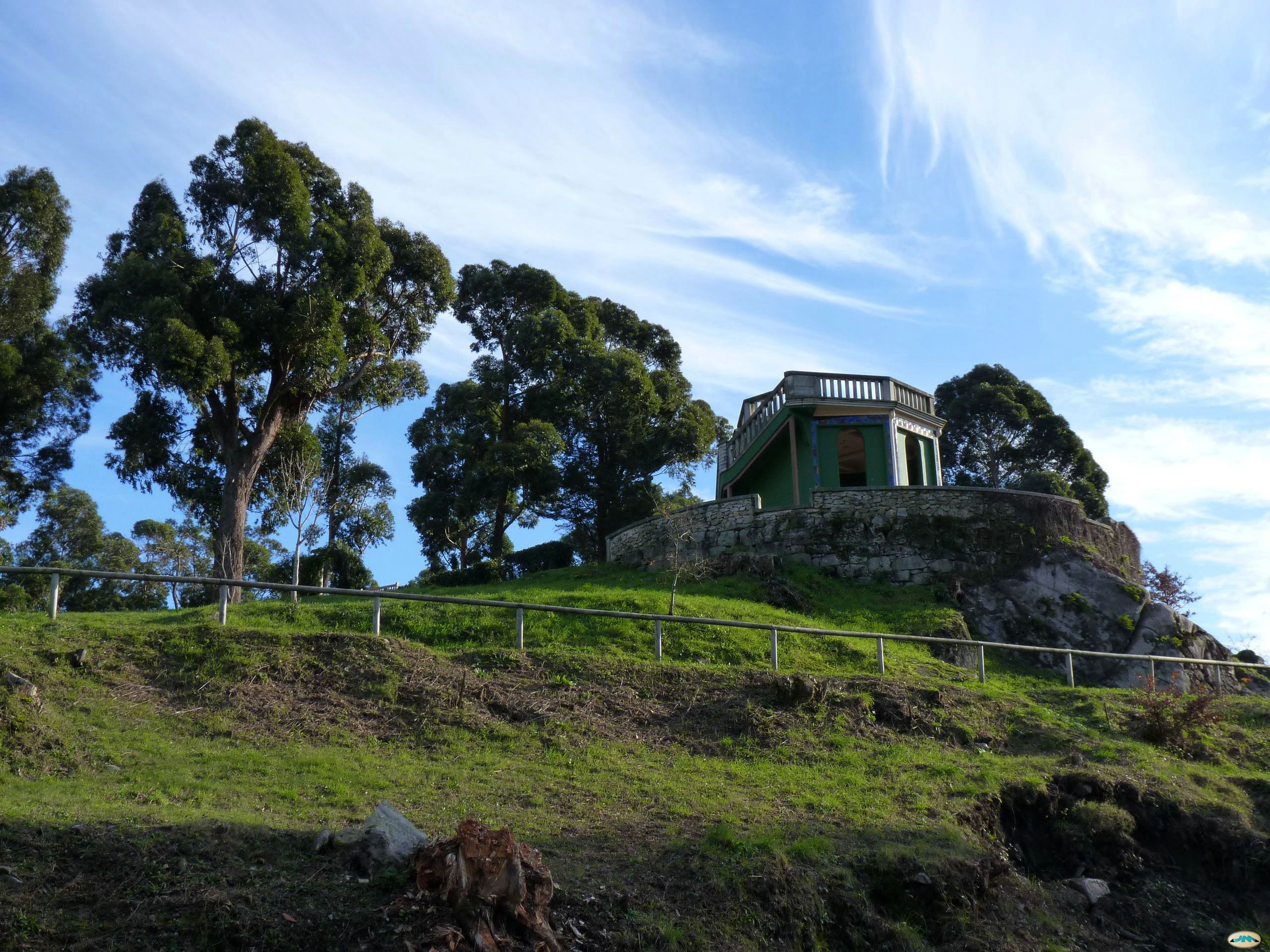
El mirador en lo alto de un promontorio
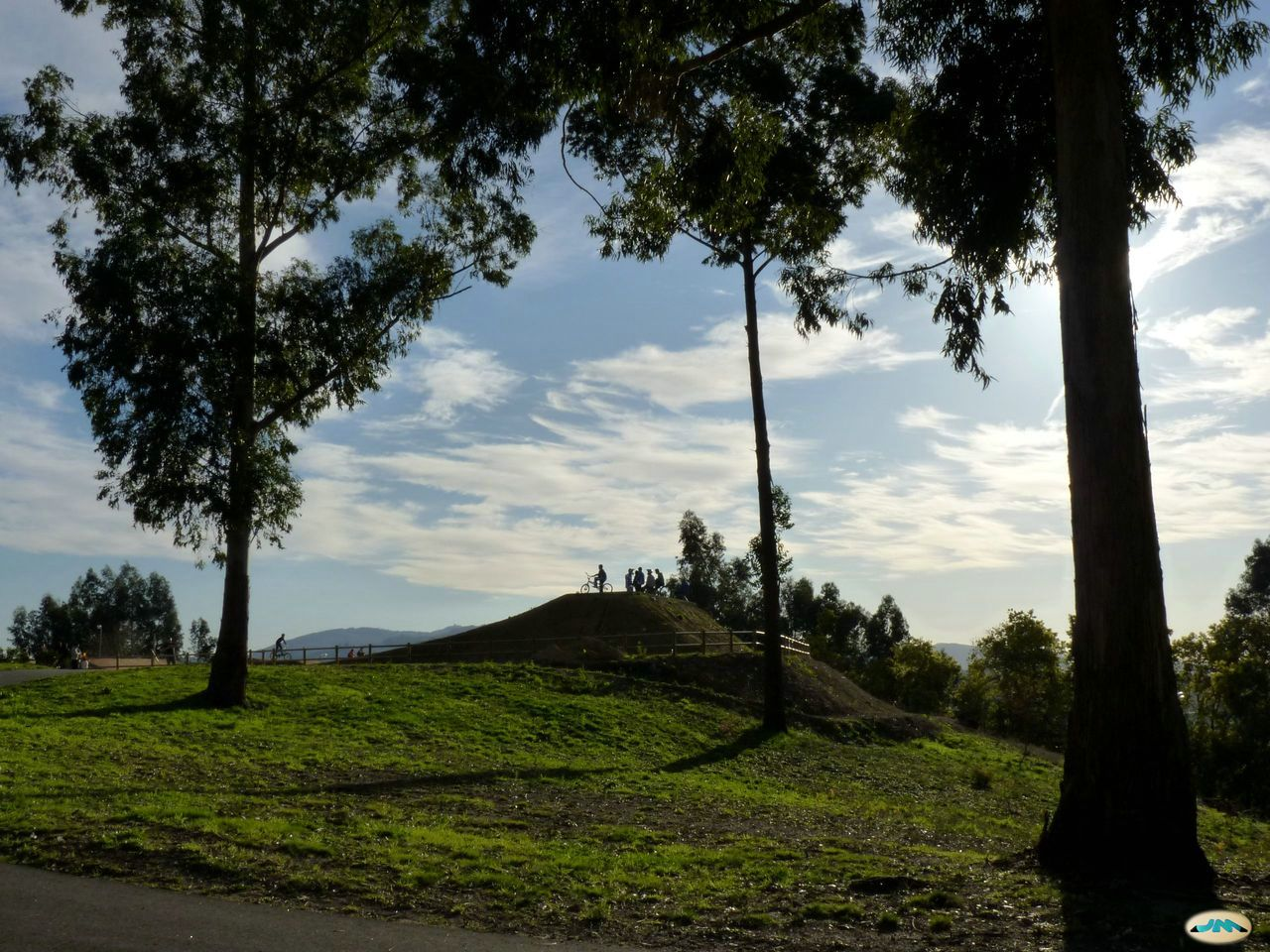
Pista de yincana